# Abba P. Lerner
Abraham " Abba " Ptachya Lerner (também Abba Psachia Lerner; nascido em 28 de outubro de 1903 - falecido em 27 de outubro de 1982) foi um economista britânico nascido na Rússia.

## Biografia
Nascido na Bessarábia, Império Russo, Lerner cresceu em uma família judia, que emigrou para a Grã-Bretanha quando Lerner tinha três anos. Lerner cresceu no bairro de East End em Londres e desde os 16 anos trabalhou como maquinista, professor em escolas hebraicas e como empresário.
Em 1929, Lerner ingressou na London School of Economics, onde estudou com Friedrich Hayek.
Uma estadia de seis meses em Cambridge em 1934-1935 o colocou em contato com John Maynard Keynes. Já em 1937, Lerner emigrou para os Estados Unidos onde fez amizade com importantes economistas como Milton Friedman e Barry Goldwater.
Lerner nunca permaneceu em uma instituição por muito tempo, atuando como professor universitário em mais de uma dúzia de universidades e atuando como professor visitante em mais de 20 oportunidades.
Lerner tinha 62 anos quando recebeu uma cátedra na Universidade da Califórnia, Berkeley, em 1965, e saiu depois de atingir a idade de aposentadoria compulsória seis anos depois. Durante seu tempo como professor em Berkley, Lerner foi crítico do movimentos estudantis nos anos 60 e os considerou uma ameaça à liberdade acadêmica.
Embora Lerner nunca tenha recebido o Prêmio Nobel de Ciências Econômicas, ele foi reconhecido como um dos maiores e mais importantes economistas de sua época.

## Pesquisa
- Lerner desenvolveu um modelo de socialismo de mercado que apresentava preços de mercado descentralizados proporcionais ao custo social marginal[9][10][11] e, ao fazê-lo, contribuiu para o teorema de Lange-Lerner-Taylor.[12]
- Lerner contribuiu para a ideia de um dividendo social ao incorporá-lo ao modelo original de socialismo de Oskar R. Lange, onde o dividendo social seria distribuído a cada cidadão como um pagamento único.[13]
- O uso da política fiscal e da política monetária como ferramentas gêmeas da economia keynesiana é creditado a Lerner por historiadores como David Colander .
- O teorema da simetria de Lerner afirma que uma tarifa de importação pode ter os mesmos efeitos que uma taxa de exportação.[14][15]
- O Índice de Lerner mede o poder de monopólio potencial como mark-up do preço sobre o custo marginal dividido pelo preço ou equivalentemente o inverso negativo da elasticidade da demanda.[16]
- Lerner melhorou uma fórmula de Alfred Marshall, que é conhecida desde então como a condição Marshall-Lerner.[17]
- Lerner melhorou os cálculos feitos por Wilhelm Launhardt sobre o efeito dos termos de troca.
- Lerner desenvolveu o conceito de eficiência distributiva, que argumentava que a igualdade econômica produziria a maior utilidade total provável com uma dada quantidade de riqueza.[18]
- Com base no princípio da demanda efetiva e no chartalism, Lerner desenvolveu finanças funcionais, uma teoria de financiamento proposital (e financiamento) para atender a objetivos explícitos, incluindo pleno emprego, nenhuma tributação destinada exclusivamente a financiar despesas ou financiar investimentos e inflação baixa.[19]
- O teorema de Lerner-Samuelson remonta a Lerner.[20][21]